# Dream/Tenderly
Dream/Tenderly è il secondo singolo del duo Santo & Johnny, pubblicato dalla Canadian-American Records nel 1959. Entrambi i brani sono presenti nel loro primo album.

## I brani

### Dream
Dream è il brano scritto da Johnny Mercer nel 1944. Tra gli artisti che hanno interpretato il brano vanno citati: Frank Sinatra, Roy Orbison, Johnny Preston, Nat King Cole e Andy Williams.

### Tenderly
Tenderly è il brano scritto da Jack Lawrence (per il testo) e Walter Gross (per la musica) nel 1946. Fu registrato da molti artisti (tra cui la coppia Armstrong-Fitzgerald, Billie Holiday, Nat King Cole, Sarah Vaughan, Chet Baker, Carmen McRae, John Coltrane e molti altri ancora); ma la versione più famosa è quella di Rosemary Clooney. Tra gli italiani, che hanno interpretato il brano, citiamo Adriano Celentano.

## Tracce
LATO A
- Dream

LATO B
- Tenderly

## Staff artistico
- Santo Farina - steel guitar
- Johnny Farina - chitarra ritmica
- Mike Dee - batteria
- Bob Davie - direzione orchestrale (solo sul lato B)